# Drégelypalánk
Drégelypalánk é um município da Hungria, situado no condado de Nógrád. Tem 22,18 km² de área e sua população em 2015 foi estimada em 1.496 habitantes.